# Eijsden-Margraten
Eijsden-Margraten – gmina w Holandii, w prowincji Limburgia.

## Miejscowości
Eijsden, Margraten, Cadier en Keer, Mariadorp, Gronsveld, Sint Geertruid, Noorbeek, Banholt, Mheer, Oost-Maarland, Rijckholt, Bemelen, Eckelrade, Mesch, Withuis, Scheulder.